# Ноев, Николай
Николай Ноев (22 февраля 1988, Чурапчинский улус, Якутская АССР, РСФСР, СССР) — таджикистанский борец вольного стиля, участник Олимпийских игр 2012 года в Лондоне.

## Карьера
В июле 2011 года в Душанбе стал победителем турнира на призы спортклуба «Шохона». В мае 2012 года в финском городе Вантаа на мироом квалификационном турнире к Олимпийским играм завоевал лицензию. В августе 2012 года на Олимпийских играх в Лондоне на стадии 1/8 финала уступил болгарину Радославу Великову и выбыл из турнира, заняв итоговое предпоследнее 18 место. В сентябре 2015 года на чемпионате мира в Лас-Вегасе в первой же схватке проиграл сенегальцу Адама Диатта.

## Спортивные результаты
- Чемпионат мира по борьбе 2011 — 13;
- Гран-при «Иван Ярыгин» 2014 — 3
- Чемпионат Азии по борьбе 2012 — 5;
- Олимпийские игр 2012 — 18;
- Чемпионат Азии по борьбе 2013 — 5;
- Чемпионат мира по борьбе 2013 — 26;
- Чемпионат Азии по борьбе 2014 — 8;
- Азиатские игры 2014 — 5;
- Чемпионат Азии по борьбе 2015 — 12;
- Чемпионат мира по борьбе 2015 — 29;